# Tohpati
Tohpati, właśc. Tohpati Ario Hutomo (ur. 25 lipca 1971 w Dżakarcie) – indonezyjski gitarzysta i autor tekstów. Jest znany za sprawą częstego występowania z muzykami takimi jak Krisdayanti, Glenn Fredly, Rossa i Chrisye. Był związany z formacjami muzycznymi Halmahera, SimakDialog i Trisum. W 1997 r. wydał swój debiutancki album solowy.

## Dyskografia
Źródło:
Halmahera
- 1995: Lukisan Pagi
- 1996: Alam dan Seniku

SimakDialog
- 1996: Lukisan
- 1999: Baur
- 2002: Trance/Mission
- 2005: Patahan
- 2008: Demi Masa

Albumy solowe
- 1997: Tohpati
- 2002: Serampang Samba
- 2010: Tohpati Ethnomission
- 2011: Tohpati Bertiga

Trisum
- 2007: Trisum 1st edition
- 2011: Trisum Five in One